# 강소국연방제
강소국연방제는 자유선진당 이회창 총재의 2007년 제17대 대통령 선거 공약으로, 전국을 인구 500만~1천만명 규모의 여러 권역으로 나눠 국방·외교를 제외한 모든 권한을 지방에 이양해 각 지방정부를 유럽의 강소국 수준으로 육성하며, 장기적으로는 지금의 중앙집권적 권력구조에서 연방제 수준의 분권국가 구조로 전환하자는 내용을 담고 있다.
행정구역은 4개 광역지방정부안(서울, 경강, 충전, 경상)과 경제권 중심의 6개 광역지방정부안(서울, 중부권, 서부권, 남부권, 동부권, 제주도)과 생활권 중심의 7개 광역지방정부안(서울, 경기권, 충청권, 호남권, 경상권, 강원도, 제주도)이 있다.

## 배경 및 필요성
1948년 정부 수립 이래로 대한민국은 중앙집권제국가였다. 정치, 경제는 물론 금융, 정보, 문화 ,인재, 나아가 기회까지 모든 기능이 서울로 집중되었다. 이런 서울 중심의 국가는 국가 전체의 에너지와 힘을 결집시키지 못하면서 지방을 무력화시켰다. 지방정부가 하나의 국가와 같은 권한을 가지고 지역의 역량을 극대화 시킬 수 있는 국가구조로 바꾼다면 국가전체의 국가 경쟁력과 효율성은 한 층 더 높아질 수 있다는 것을 근거로 하고 있다.
대한민국의 국가구조를 중앙집권제에서 연방제 수준의 분권국가구조로 바꾸는 것으로, 싱가포르, 핀란드, 스위스와 같은 국가경쟁력 상위 국가들과 같은 이른바 '강소국'을 만드는 것을 목표로 한다. 이들 강소국들은 나라는 작고, 인구는 500만~1000만명 정도이지만, 효율적인 국가운영으로 선진국이 되었다. 강소국 연방제의 구상은 지방을 골고루 균형발전 시킨다는 차원이 아니라, 지방 자체를 강소국 같은 경쟁력 있는 지방으로 만드는 데 기초를 두고 있다. 대한민국을 이들 강소국처럼 작은 규모로 나누어서 6~7개의 강소국으로 구성된 연방국가로 만드는 것이다.

## 의의 및 효과
강소국연방제는 완전한 지방분권화로 지역민이 주인이 되어 세계속의 지방을 만들어 간다는 이념에서 시작한다. 자유선진당에서는, 지방정부는 중앙에 의지하던 지방경제를 자립형 경제로 변모시켜 해외 여러 나라들과 직접 경쟁하고 경제교류 함으로써 지역의 분권화 및 자립성과 자주성을 비약적으로 높이고, 최고의 투자환경과 행정서비스를 제공함으로써 기업유치와 산업발전에 성공하여, 지역의 경쟁력을 한층 발전시켜 지역간 경제격차를 줄이는 것은 물론 지역감정을 해소하기 위한 기반을 제공할 수 있다고 주장한다. 또한 수도권 집중화와 지방의 공동화 문제도 해결될 수 있다고 한다.

## 교육행정의 효과
교육행정을 완전히 지방으로 이전하여 교육자치가 실현된다. 지방정부는 교육기회의 다양성을 강화하고 지역적 특성을 살리면서, 독자적으로 수많은 인재를 양성하고, 유능한 인재들도 각 지방으로 몰려들어 대한민국의 글로벌 인재가 지금 보다 6~7배 늘어날 것이다. 그리고 지방국립대를 중심으로 분야별 국책연구기관들과 세계적 수준의 외국대학 혹은 연구기관과 연계한다. 싱가포르는 세계적인 대학을 유치하여 동남아시아의 교육허브로 부상하였다. 이처럼 교육자치로 세계적수준의 교육환경을 조성하고 두뇌유치전략을 효율적으로 추진하면 교육이민의 물결이 흘러 들어올 것이다.

## 경찰행정의 효과
경찰자치가 실현되어 지역실정에 맞는 치안으로 범죄와 무질서가 최소화되고, 소방과 방재가 강화되고, 지역의료가 충실해진다. 중앙정부는 몸이 가벼워져 국가전략과 위기관리 능력이 높아진다. 이에 따라 지방정부에 의한 다양한 정책의 제시,상호간 경쟁에 의해 나라전체가 다양화되고 활성화되며, 국가와 지방정부간의 조직과 인원을 슬림화하여 효율적인 배치를 할 수 있다.

## 문제점
현재 이명박 정부의 광역경제권 정책보다 분권 그 자체를 목표로 한다는 점에서 근본적인 발상이라고 할 수 있으나, 수도권 규제완화 정책을 "강소국연방제" 차원에서 분권 결핍으로 비판하는 논리의 일관성을 보이지 못하고 있다는 데 그 한계가 있다. 즉, 대한민국을 여러 나라로 쪼개게 된다면 지역간의 불균형 성장을 초래할 수도 있기 때문이다. 예컨대, 공장이 많은 영남과 수도권 및 충청권은 발전이 될 가능성이 크지만, 산업 기반이 빈약한 호남과 영동 지방은 낙후될 가능성이 크다.